# Duško Gojković
Dušan Gojković, detto Duško (Jajce, 14 ottobre 1931 – Monaco di Baviera, 6 aprile 2023), è stato un trombettista, compositore e arrangiatore serbo di musica jazz.

## Biografia
Gojković studiò tromba e filosofia all'Accademia di Belle Arti di Belgrado dal 1948 al 1953.
Inizialmente strumentista nelle orchestre di Dixieland, nel 1951 entrò a far parte della big band di Radio Belgrado, per poi trasferirsi nella Germania Ovest. Dopo un breve periodo con la big band di Max Geger a Monaco di Baviera, per quattro anni fu la prima tromba nell'orchestra di Kurt Edelhagen e suonò con musicisti americani come Chet Baker, Stan Getz e Oscar Pettiford.
Nel 1958 si esibì al Newport Jazz Festival con un'orchestra formata da strumentisti europei, facendosi notare anche dall'altra parte dell'Atlantico. Tornato in Europa collaborò con il trombonista Albert Mangelsdorff e, di nuovo, con Kurt Edelhagen. Nel 1961 ottenne una borsa di studio per composizione e arrangiamento al Berklee College of Music.
Terminati gli studi fu invitato da Maynard Ferguson a unirsi alla sua big band dove suonò come seconda tromba fino al 1964. Dopo essersi costruito un'ottima reputazione come musicista e solista di big band, tornò in Europa dove formò un sestetto e nel 1966 registrò il suo primo album come leader, Swinging Macedonia.
Negli anni successivi suonò al fianco di Miles Davis, Dizzy Gillespie, Gerry Mulligan, Sonny Rollins, Duke Jordan, Slide Hampton, Phil Woods, Sonny Rollins, Thad Jones-Mel Lewis, Alvin Queen e molti altri .
Suona anche nella Clarke-Boland Big Band e, dal 1968 al 1976, con la sua big band a Monaco di Baviera. Nel 1986 formò una nuova orchestra con la quale si esibì nei tre decenni successivi e registrò più di una dozzina di album.
Duško Gojković è morto nel 2023 in Germania, ultranovantenne.

## Discografia

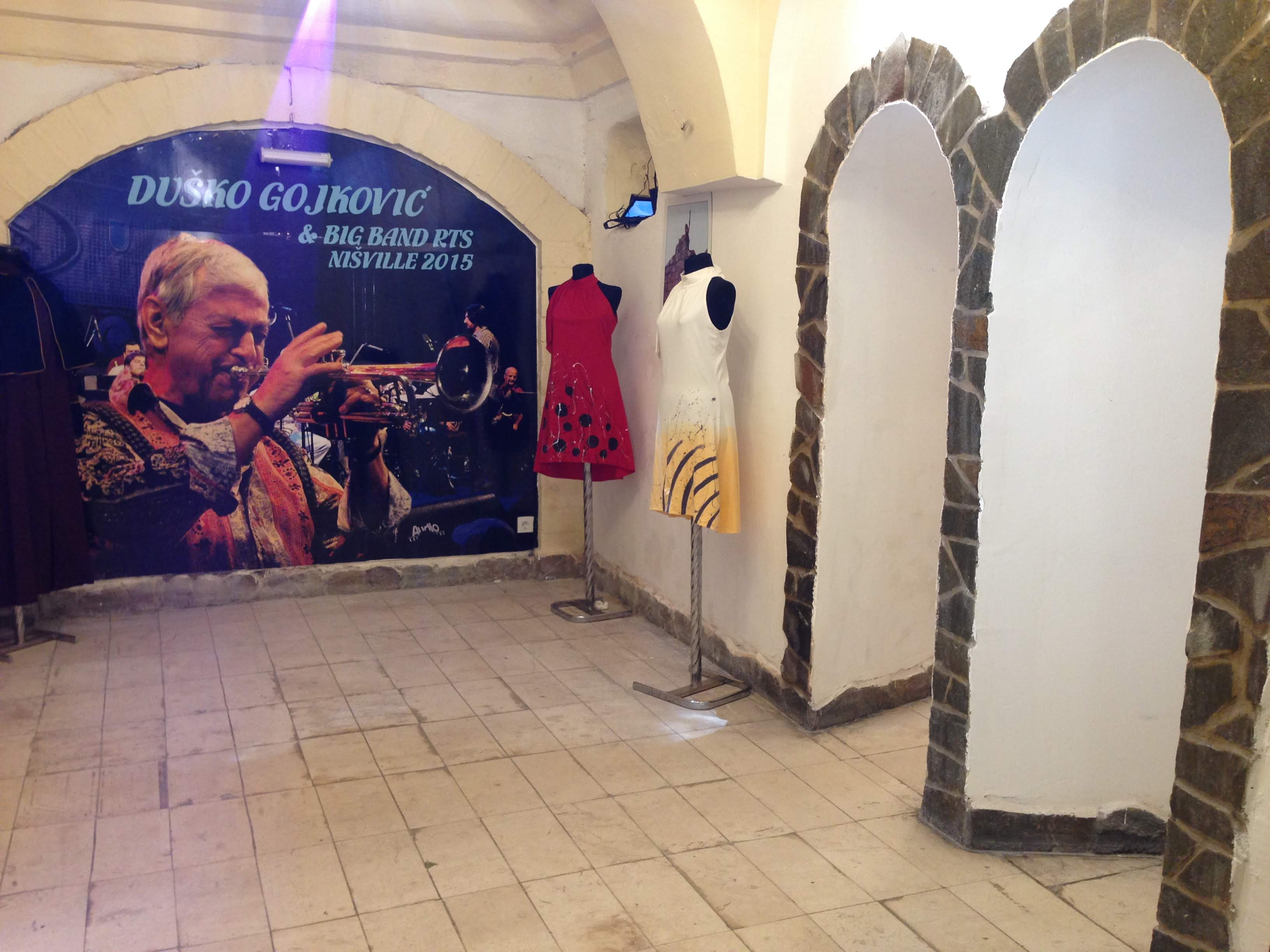
L'immagine di Duško Gojković al Nisville Jazz Museum

### Come leader
- 1966: Swinging Macedonia
- 1970: As Simple as It Is
- 1971: After Hours
- 1971: It's About Blues Time
- 1971: Ten to Two Blues
- 1974: Slavic Mood
- 1975: East of Montenegro
- 1977: Wunderhorn
- 1979: Trumpets & Rhythm Unit
- 1983: Blues in the Gutter
- 1983: A Day in Holland
- 1983: Adio-Easy Listening Music
- 1983: Snap Shot
- 1987: Celebration
- 1992: Balkan Blue
- 1994: Soul Connection
- 1995: Bebop City
- 1996: Balkan Connection
- 1999: European Dream
- 1999: Golden Earrings
- 2001: Portrait
- 2001: In My Dreams
- 2002: 5 Horns and Rhythm
- 2003: Samba Do Mar
- 2004: One for Klook
- 2005: A Handful o' Soul
- 2006: Slavic Mood
- 2006: Samba Tzigane
- 2010: Summit Octet: 5ive Horns & Rhythm
- 2011: Tight But Loose
- 2013: The Brandenburg Concert
- 2014: Latin Haze

### Come sideman
Con la Kenny Clarke/Francy Boland Big Band
- Swing, Waltz, Swing (1966)
- Faces (1968)
- Latin Kaleidoscope (1968)
- Fellini 712 (1969)
- All Blues (1969)
- More Smiles (1969)
- Off Limits (1970)
- November Girl (1975) con Carmen McRae

Con Ekrem & Gypsy Groovz
- Rivers of Happiness (2005)

Con la Maynard Ferguson Orchestra
- The New Sounds of Maynard Ferguson and His Orchestra (1964)

Con la Woody Herman Big Band
- Live in Antibes (1965)
- Woody's Winners (1965)
- Jazz Hoot (1965)
- Woody Live East and West (1965)
- My Kind of Broadway (1965)

Con Emergency
- Emergency (1971)

Con la YU All Stars 1977
- 4 Lica Jazza (1978)

Con Alvin Queen
- Ashanti (1981)

Con Dušan Prelević
- U redu, pobedio sam (1991)

Con la Sarajevo Big Band e Sinan Alimanović
- Najveći koncert u gradu (2000)